# Enrique de Guzmán (1494-1513)
Enrique de Guzmán (Sanlúcar de Barrameda, 4 de noviembre de 1494 - Osuna, 20 de enero de 1513), IV duque de Medina Sidonia y grande de España, además de IX señor de Sanlúcar de Barrameda, VI conde de Niebla y II marqués de Cazaza en África, fue un noble español perteneciente a la casa de Medina Sidonia.
Hijo de Juan Alonso Pérez de Guzmán, III duque de Medina Sidonia y de Isabel Fernández de Velasco. 
Casó con María Téllez-Girón, hija del II conde de Ureña, matrimonio que no tuvo descendencia. A su muerte le sucedió su hermanastro Alonso.

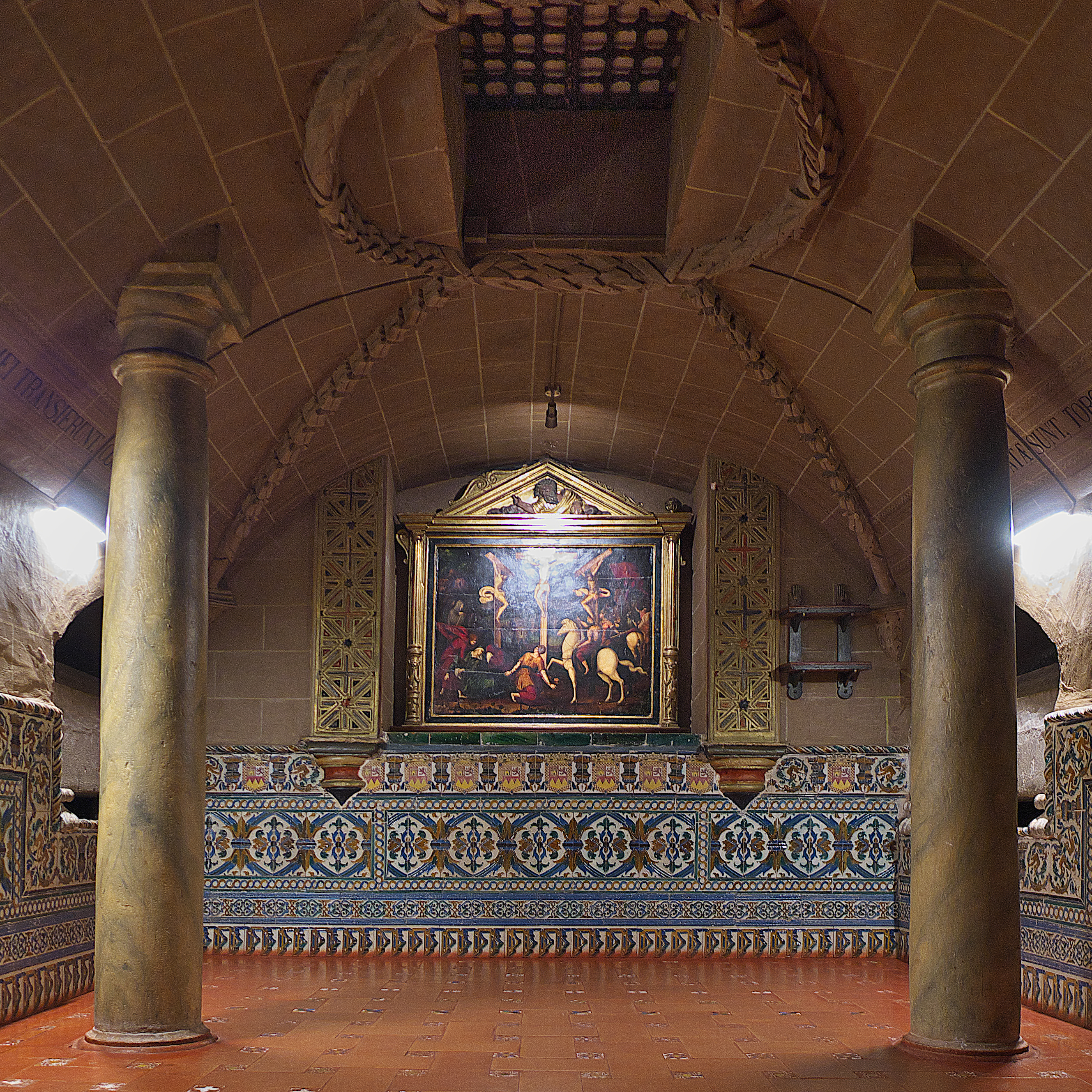
Capilla funeraria de la Colegiata de Osuna, panteón de Enrique de Guzmán

| Predecesor: Juan Alonso Pérez de Guzmán | Duque de Medina Sidonia 1507-1513 | Sucesor: Alonso Pérez de Guzmán |

- Datos: Q5379798